# Mazda HR-X

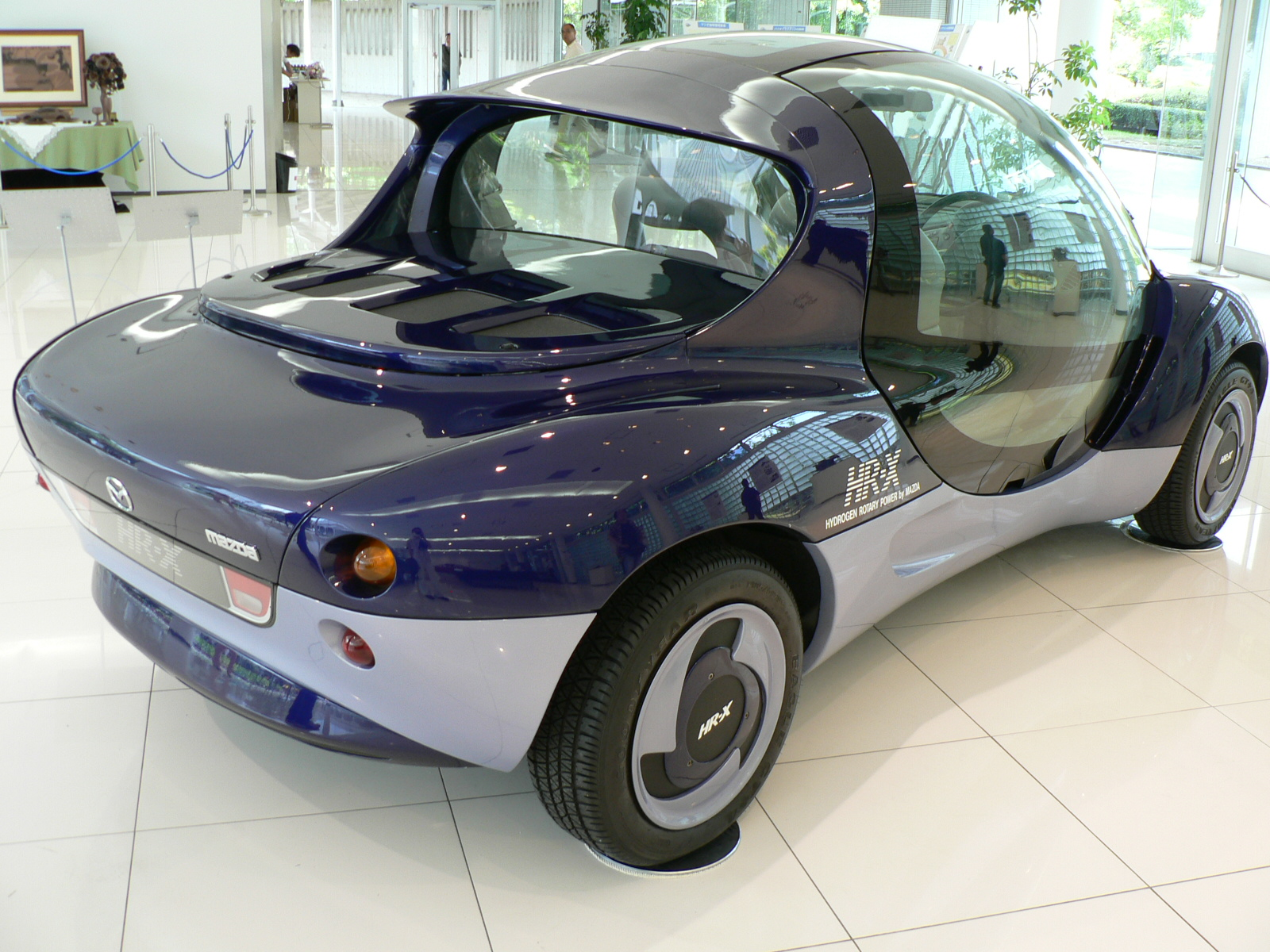
La Mazda HR-X (vue arrière)

La Mazda HR-X est un concept car du constructeur automobile Japonais Mazda, présenté au salon de Tokyo en 1991.
Elle se présente sous la forme d'un petit coupé à quatre places au look futuriste dont les portes utilisent une ouverture papilon.
Elle utilise un moteur à piston rotatif utilisant l'hydrogène comme carburant, une technologie qu'utilisera encore Mazda avec des concepts cars ultérieurs comme le Mazda HR-X2 ou encore des prototypes routiers comme la Capella Cargo Hydrogen, la Demio FC-EV, le Premacy FC-EV, la RX-8 Hydrogen RE ou encore le Premacy Hydrogen RE Hybrid,